# Óriás díszhagyma
Az óriás díszhagyma (Allium giganteum) az egyszikűek (Liliopsida) osztályában a spárgavirágúak (Asparagales) rendjébe, ezen belül a amarilliszfélék (Amaryllidaceae) családjába tartozó faj.

## Elterjedése
Világszerte a 30 és 60 fok közötti északi szélességi területeken található meg. Közép- és Délnyugat-Ázsiából származik, pontosabban a Pamír és az Alaj hegységekből (Tádzsikisztán, Kirgizisztán, Üzbegisztán), valamint a Hindukus vidékéről (Afganisztán, Pakisztán és Kína nyugati része). Európában is megjelent: elsőként 1980-ban Svédországban, majd 2008-ban Németországban és Oroszországban, végül 2011-ben az Egyesült Királyságban figyelték meg.
Magyarországon először a román–szerb határhoz közeli Kiszombor községében, Makó szomszédságában észlelték 2019. május 14-én. A megfigyelés helye a 43-as és 431-es főutak kereszteződésénél egy tipikus réti területen történt, amely kedvező feltételekkel rendelkezik a faj számára. Ez a környék hagyományosan híres hagymatermesztéséről, így előfordulhat, hogy ez közrejátszhatott a faj elterjedésében.

## Megjelenése
Szára erős és egyenes, általában 50-150 centiméter magasra nő meg, a tövénél mért vastagsága 1-2,5 centiméter. A szár felülete többnyire sima, de a tetején lehetnek finom barázdák, az alsó részen pedig széles, tompa bordák találhatók. Általában 25-60 centiméter hosszúak és 1,5-16 centiméter szélesek. A növénynek 4-10 levele nő, amelyek hosszúkásak vagy széles lándzsa alakúak, végük kicsit befelé hajlik. A levelek szélén a növekedés során színváltozás figyelhető meg: először vöröses, majd kifehéredik. Mind a szár, mind a levelek színe lehet zöld vagy akvamarinkék.
A virágzatot körülvevő murvalevél hártyás és röviden hegyes, amely később visszahajlik. Hossza 2-3 centiméter, színe pedig halványbarna, sötét erekkel átszőve. A virágzat egy tömött gömböt alkot, amely a virágzás kezdetén 5 centiméter átmérőjű, később 15 centiméterre növekszik, a termésképzés idején pedig elérheti akár a 20 centimétert is. A virágok szárainak hossza változó: 2-3 centimétertől akár 6-8 centiméterig is terjedhet, színük zöld vagy piros. 
A sziromlevelek kanál formájúak és enyhén befelé hajlanak, a virágzás végére pedig összegyűrődnek. Méretük 5-6 milliméter hosszú és 2,5-3 milliméter széles, színük a lila és a mély kármin között változik, amely a virágzás során fokozatosan fakul. A porzószálak a szirmoknál másfélszer hosszabbak, egyenesek, és aljuknál kissé összenőttek, háromszög alakban szélesednek. A portokok 2 milliméter hosszúak, halványsárga vagy rózsaszínesek, a virágpor pedig sárgásszürke árnyalatú.
Ahogy a növény termést érlel, a szárak részben lehajlanak. Termése minden tokban egyetlen magot rejt. A magok közel gömbölyűek, egyik oldaluk kissé homorú, színük fekete, és méretük 2,5 milliméter hosszú, szélességük pedig 2-2,5 milliméteres.
Hagymája jellegzetesen ovális alakú vagy majdnem gömbölyű, átmérője 2-10, hossza pedig 3-12 centiméter. A belső allevelek vékonyak és piszkosfehér színűek, míg a külső héj sokszor többrétegűvé válik, először szürke árnyalatú, majd idővel feketéssé vagy bordó-feketévé alakul. A hagyma buroklevele rövid és áttetsző.

## Életmódja
Hegyi élőhelyeken honos, ezért különösen jól tűri a természetben előforduló zord viszonyokat, és egyszerűen igazodik más időjárási körülményekhez is. Rendkívül ellenálló a városi szennyezéssel szemben, és még belvárosi környezetben is jól fejlődik. Közepes növekedési ütemű, és ideális körülmények között körülbelül 8 évig élhet. Mint lágyszárú évelő növény, minden télen visszahúzódik a tövéig, majd tavasszal újra kihajt. Magból 4-5 év alatt fejlődik ki annyira, hogy virágokat hozzon. Tavasszal először nagy levelei bújnak elő, majd április és május között virágjai is kinyílnak. Virágfakadás után a növény levelei rövid időn belül elszáradnak.

## Tartása
Nagy termete miatt kiemelkedő dísznövény, amely legfőképpen kétségtelenül a gömb alakú virágzatával dekorál. Akár kisebb növényekkel társítva, akár önállóan is harmonikus látványt nyújt. Virágzás után a szárak még egy ideig esztétikusak maradnak, és az elszáradt virágok szárított díszként is használhatók. Ültethető virágágyásokba, sziklakertekbe, és háttérnövényként is jól mutat, különösen akkor, ha csoportosan, legalább 5-7 hagyma van elültetve egy helyre.

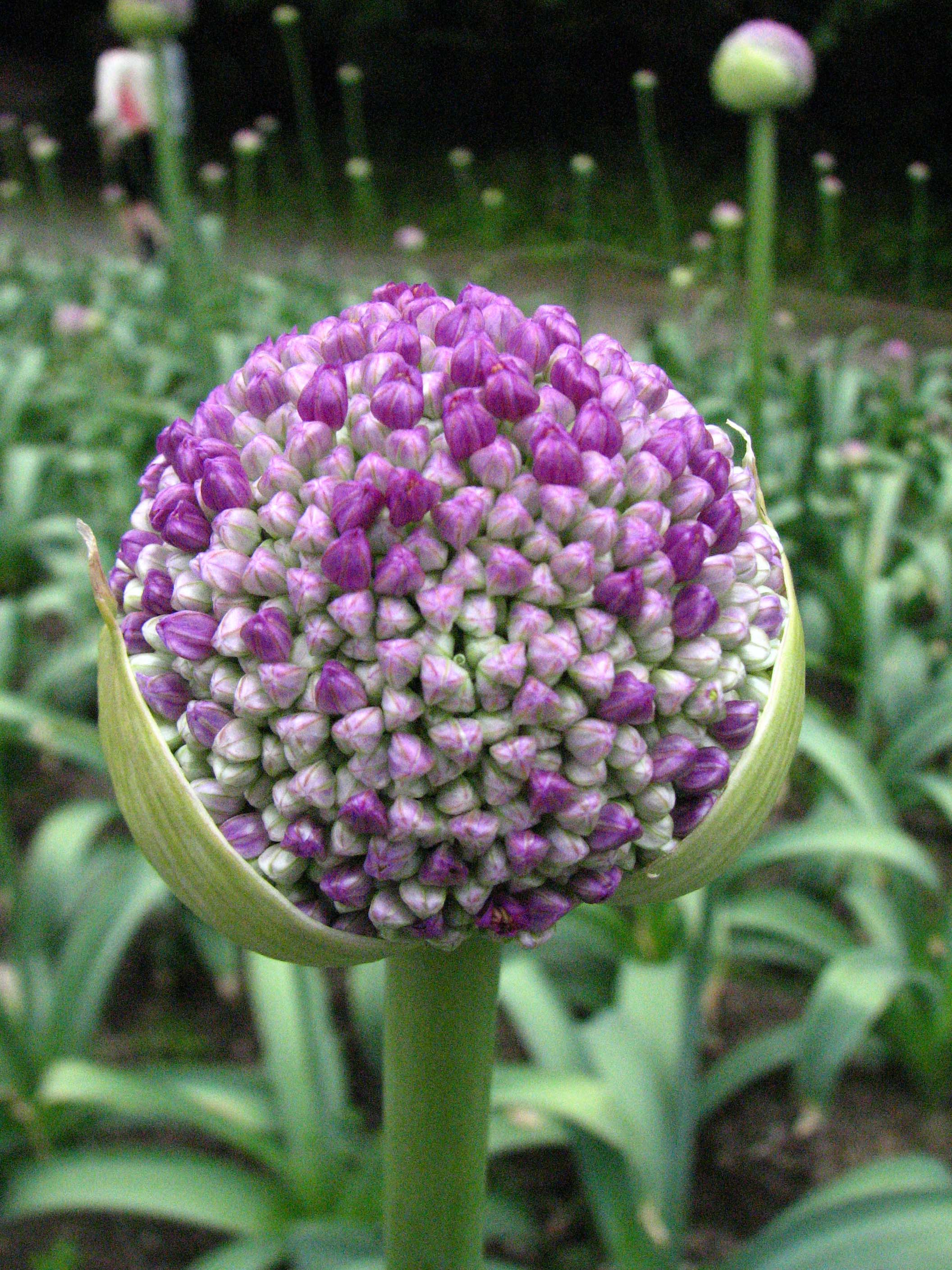
Nyíló virág murvalevéllel

Gondozása nem bonyolult, könnyen termeszthető átlagos, közepesen nedves és jól vízelvezető talajba ültetve, napsütötte helyre. A legjobb eredmény érdekében szélvédett helyre célszerű helyezni. Kevés vizet igényel, és jól tűri a hosszabb száraz időszakokat. Öntözni csak visszafogottan szükséges, különösen, ha a talaj jó vízelvezető képességű. A napos, világos helyeket részesíti előnyben, de félárnyékban is megél. A talajminőség szempontjából nem különösebben igényes, tápanyagban gazdag talajban jobban fejlődik, de laza vagy kötött talajban is egyaránt megél. A megfelelő vízelvezetés elengedhetetlen, a túlzott nedvesség káros hatással lehet, mert a hagymák rothadásnak indulhatnak.
A hagymákat ősszel, szeptember vége és november eleje között érdemes 12-15 centiméter mélyre és 23-30 centiméter távolságra tenni egymástól, hogy azok tavasszal friss hajtásokat növesszenek. Az érett hagymákat ősszel ki lehet ásni, többfelé osztani és újraültetni, hogy a növénycsoport sűrűbbé váljon.
Mérsékelten fagytűrő növény, de a biztonság érdekében a hagymákat be lehet falevéllel vagy szalmával takarni. Ez a védőréteg megóvja őket a kemény fagyok ellen, és tavasszal, amikor az idő melegszik, a takaró eltávolítható.

## Felhasználása

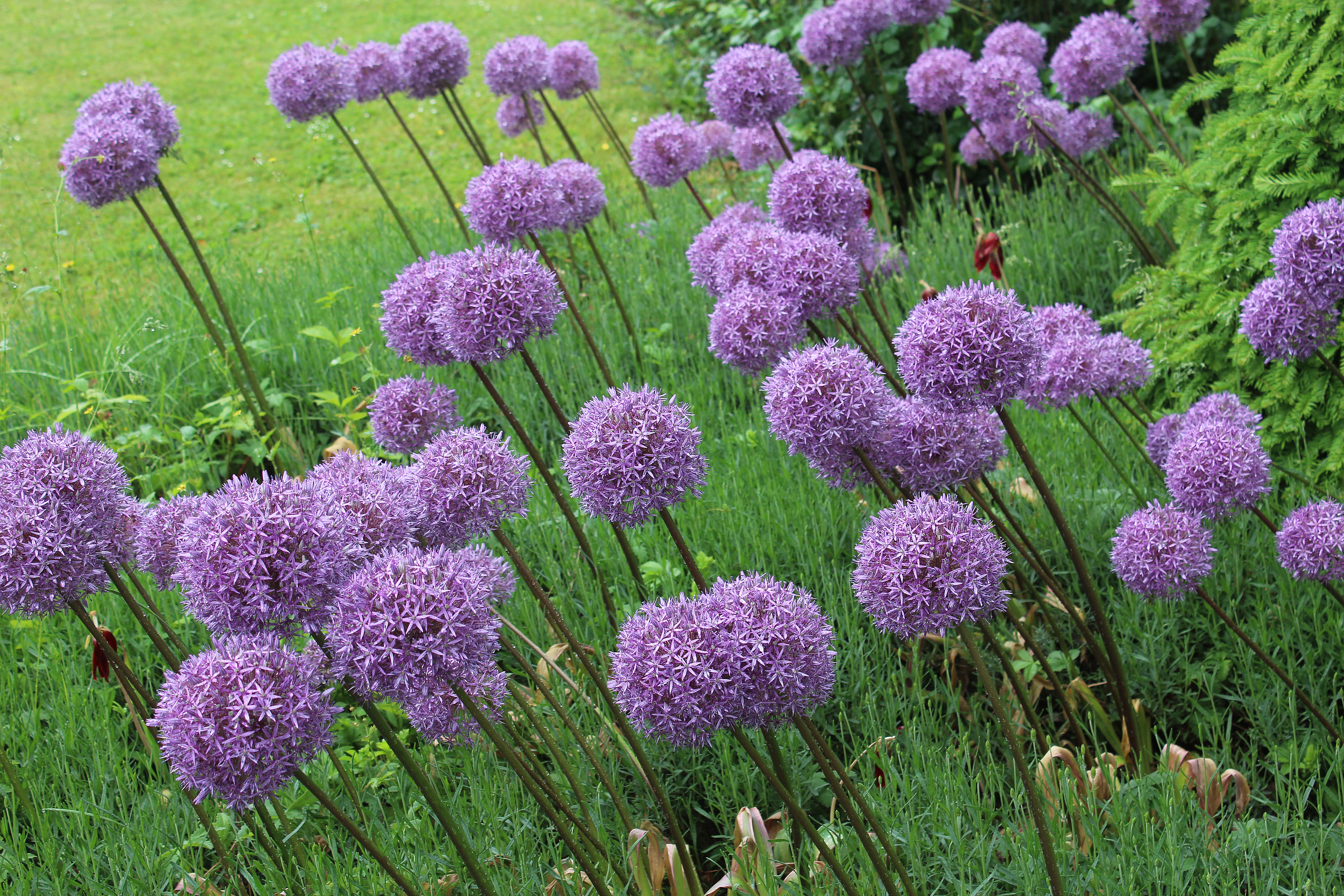
Óriás díszhagymák csoportja egy parkban

Dísznövényként világszerte termesztik, a legnagyobb hagymatermelő ország Hollandia, de kisebb termelői közé tartozik Izrael, Franciaország, Japán és Lettország is. Manapság kutatók antioxidáns tulajdonságait vizsgálják; a legmagasabb oxidációgátló hatást a növény leveleiben mérték, valamint két új szteroid szaponint is azonosítottak benne.
A levelek, hagymák és sarjhagymák ehetőek. Leveleit tavasszal és ősszel lehet szedni, míg sarjhagymái nyáron gyűjthetők be. Hagymáit a második évben lehet betakarítani, és úgy lehet felhasználni mint bármelyik termesztett hagymafajt. Ismert fűszerként való alkalmazása sajtok készítéséhez, illetve gyógynövényként is használatos. Ételek ízesítésére, tonikként is alkalmas.  
Ugyanakkor érdemes óvatosnak lenni a növény fogyasztásával, mivel szulfidokat tartalmaz, amelyek mérgező tüneteket okozhatnak, mint például hányingert, hányást vagy hasmenést.